# Zhao Shuai
Zhao Shuai (15 de agosto de 1995) é um taekwondista chinês, campeão olímpico.

## Carreira
Zhao Shuai competiu na Rio 2016, na qual conquistou a medalha de ouro, na categoria até 58kg..